# سال‌های بی‌خیالی
سال‌های بی‌خیالی (به انگلیسی: The Careless Years) یک فیلم عاشقانه و درام آمریکایی محصول سال ۱۹۵۷ از کمپانی یونایتد آرتیستس به کارگردانی آرتور هیلر و تهیه کنندگی ادوارد لوئیس است. این فیلم اولین کارگردانی آزتور هیلر بود. در این فیلم دین استاکول و ناتالی تروندی در اولین حضور به عنوان بازیگران اصلی در فیلم حضور دارند.

## داستان
دو دانش آموز دبیرستانی از گروه‌های اجتماعی مختلف به یک قرار می‌روند. زمانی که آنها در برابر پیشرفت‌های عاشقانه مقاومت می‌کند و تصمیم می‌گیرد که باید فوراً باهم ازدواج کنند، ولی در آخر آنها تصمیم می‌گیرند که بهتر است صبر کنند تا بزرگ‌تر شوند.

## تولید
این فیلم در ابتدا عاشقان جوان نام داشت. نقش اول زن به ناتالی تروندی رسید که در آن زمان ۱۶ سال داشت و تنها یک فیلم بازی کرده بود. کمپانی برینا پروداکشن با او قراردادی پنج ساله امضا کرد. نقش اول مرد به بازیگر کودک سابق دین استاکول رفت، که او نیز به قراردادی پنج ساله منعقد شد.

## پاسخ انتقادی
این فیلم در زمان خودش از منتقدین نقدهای منفی را دریافت کرد.